# 砥用站
砥用站（日语：／ Tomochi eki */?）是位於熊本縣下益城郡砥用町（現時：美里町），熊延鐵道的鐵路車站（廢站）。

## 歷史
- 1932年（昭和7年）12月25日 - 熊延鐵道甲佐至此站之間開通，此站啟用[1]。
- 1964年（昭和39年）3月31日 - 熊延鐵道廢線，此站也被廢除[1]。

## 車站設施
此站是地面車站，設有1面2線的月台。

## 現狀
車站遺址變成熊本巴士砥用出張所的辦工室和車庫。

## 相鄰車站
熊延鐵道
釋迦院－砥用

## 注腳
1. 1 2  今尾惠介《日本鐵道旅行地圖帳》12號九州沖繩 北信越（新潮社、2008年）p.46

## 相關項目
- 日本鐵路車站列表 To
- 佐俁線（日语：佐俣線）